# Jos van Son
Jos van Son (* 31. Mai 1893; † 14. Juli 1956) war ein niederländischer Fußballspieler. 
Er stand von 1912 bis 1923 im Kader von Willem II Tilburg und wurde mit dem Verein 1916 niederländischer Meister. 1923 bestritt er in einem Freundschaftsspiel gegen die Schweiz das einzige Länderspiel für die niederländische Fußballnationalmannschaft seiner Karriere. Seine aktive Karriere beendete er bei Royal Antwerpen.